# Nereo (nome)
Nereo  è un nome proprio di persona italiano maschile.

## Varianti
- Maschili: Nerio[1]
- Femminili: Nerea
  - Diminutivi: Nerina

### Varianti in altre lingue
- Greco antico: Νηρευς (Nereus)[1]
- Polacco: Nereusz
- Spagnolo: Nereo
  - Femminili: Nerea

## Origine e diffusione

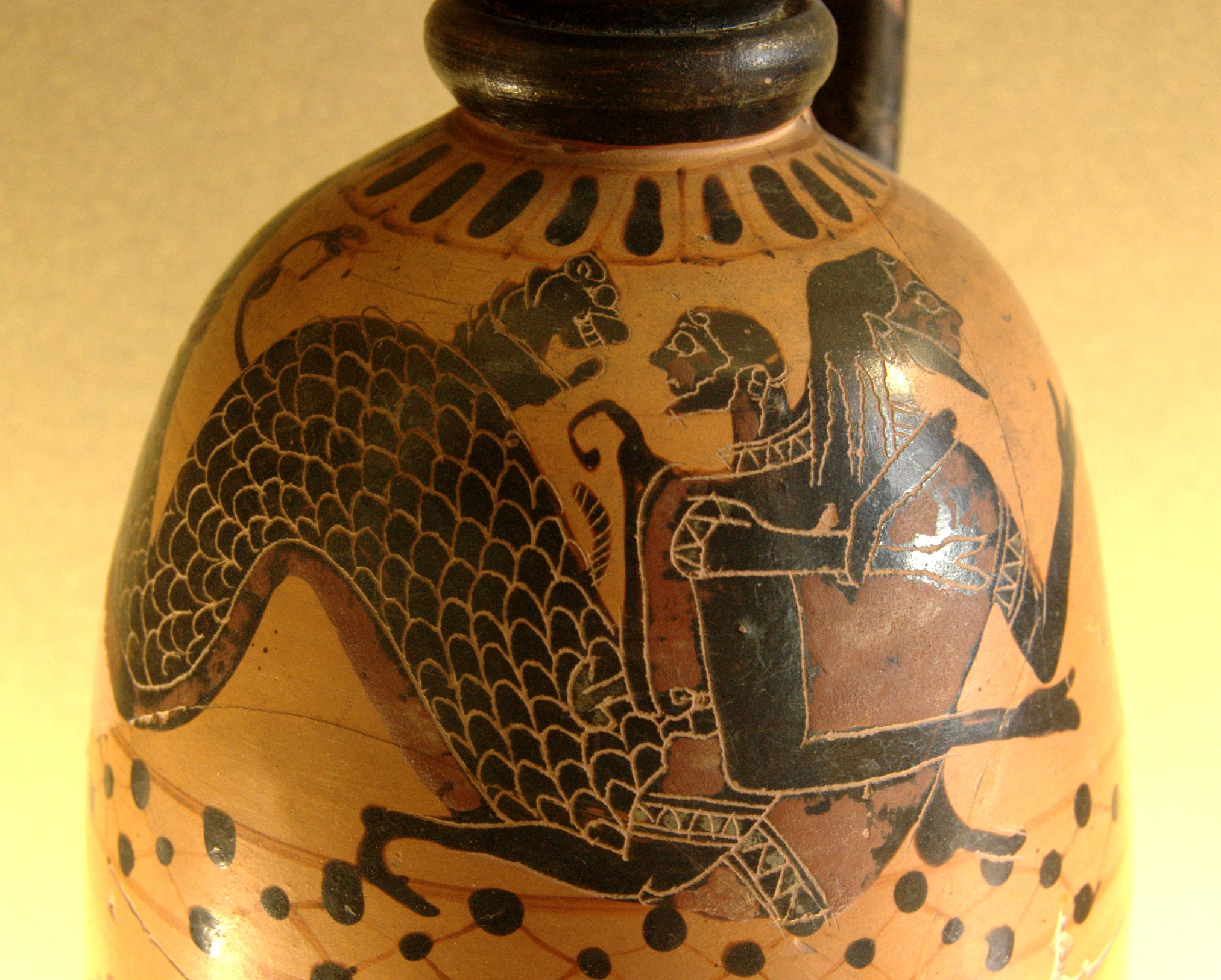
Nereo ed Eracle raffigurati su un lekythos.

Deriva dal nome greco antico Νηρευς (Nereus), basato su νηρὸς (neros), "acqua" (altre fonti propongono naros, "liquido", "flusso", "[io] scorro", oppure neo, "nuoto"); può quindi significare "acquatico" oppure "nuotatore". Le varianti Nerio e Nerina possono avere anche un'origine separata da quella di Nereo.
Nome di tradizione classica, era portato da Nereo, un dio del mare greco padre delle Nereidi, ma è nominato anche nel Nuovo Testamento, appartenente a un cristiano di Roma.

## Onomastico
L'onomastico viene festeggiato il 12 maggio in ricordo di san Nereo, soldato e martire a Tessalonica sotto Traiano assieme ad Achilleo ed altri compagni. Con questo nome si ricorda anche un san Nereo, martire con Saturnino e altri compagni, commemorato il 16 ottobre.

## Persone
- Nereo, soldato e santo romano
- Nereo Annovi, pittore italiano

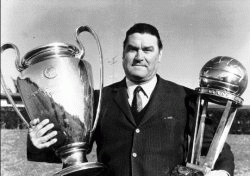
Nereo Rocco

- Nereo Burattini, calciatore italiano
- Nereo Champagne, calciatore argentino
- Nereo Laroni, politico italiano
- Nereo Manzardo, calciatore italiano
- Nereo Marini, calciatore italiano
- Nereo Morandi, poeta italiano
- Nereo Rocco, calciatore e allenatore di calcio italiano
- Nereo Svara, atleta italiano

### Variante femminile Nerea
- Nerea Uriagereka, calciatrice spagnola

## Il nome nelle arti
- Nerea è un personaggio dell'opera di Georg Friedrich Händel Deidamia.